# ナミ (歌手)
ナミ（羅美、나미、1958年11月19日 - ）は、韓国の歌手。1980年から1990年代を風靡し、音楽とファッションで破格的アイコンとされて人気を博した。

## 経緯
アメリカ8軍でデビューし歌とダンスの実力で頭角を現し、1967年にイ・ミジャの一代記を扱った映画「エレジーの女王」でイ・ミジャの子供役を演じる。1968年には、ユン・ボクヒの自伝的映画「ミニお嬢さん」でユン・ボクヒの子役として出演。
1971年から1978年には女性グループ「ハッピードールズ」のメンバーとして活動し、1978年にグループが解散したことでナミという芸名を使うことになった。
1979年に最初のアルバムを発表して本格的な活動を始め、ハスキーボイスを武器に「永遠の友達（영원한 친구）」、「悲しい縁（슬픈인연）」、「くるくる（빙글빙글）」などをヒットさせた。
2013年に17年ぶりに歌謡界に復帰した。

## ディスコグラフィ
- 1979年 -「ナミとモスムアたち（나미와 머슴아들）」、「憎しみの情細かい情報미운정 고운정」、「永遠の友達（영원한 친구）」
- 1980年 - 「私の愛だった（난 사랑했어요）」、「好き（좋아해）」
- 1981年 - 「国際線待合室（국제선 대합실）」、「いつまでも언제까지나）」
- 1982年 - 「最後の挨拶（마지막 인사）」、「信じられないない（이럴수가 없어요）」、「行くさま（가는님）」
- 1983年 - 「待ち時間は遠くと（기다림은 멀어라）」、「白い雲（흰구름）」
- 1984年 - 「くるくる（빙글빙글）」、「アリラン乙女（아리랑 처녀）」
- 1985年 - 「誘惑しないでね（유혹하지 말아요）」「見えるわ（보이네）」「悲しい縁（슬픈인연）」
- 1986年 - 「知らないふりをしますね（모른척하네요）」、「私は好きでした（난 사랑했어요）」
- 1989年 - 「インディアン人形のように（인디안 인형처럼）」、「私は何も言わない（아무말 않으리）」